# Wuliangye Yibin
Wuliangye Yibin Company Limited (宜宾五粮液股份有限公司) — один из крупнейших в Китае производителей алкогольных напитков (уступает лишь компании Kweichow Moutai), входит в число крупнейших компаний страны. Специализируется на разливе и продаже «китайской водки» байцзю сорта улянъэ, также производит фирменное вино и чай.
Штаб-квартира компании Wuliangye Yibin расположена в городе Ибинь (провинция Сычуань). Именем бренда компании назван местный аэропорт «Ибинь Улянъэ» (YBP).

## История
Компания Wuliangye Yibin основана в 1950 году как небольшой производитель байцзю, в 1997 году вышла на Шэньчжэньскую фондовую биржу. В 2018 году стоимость бренда Wuliangye выросла на 161 % и составила 14,6 млрд долларов США.
По состоянию на 2018 год выручка Wuliangye Yibin составляла 5,2 млрд долл., прибыль — 2 млрд долл., активы — 12,5 млрд долл., рыночная стоимость — 59,2 млрд долл., в компании работало 26,3 тыс. сотрудников. В 2019 году выручка выросла на 25,2 % и составила 50,12 млрд юаней, а чистая прибыль выросла на 30 % и составила 17,4 млрд юаней (2,46 млрд долл.).
В первом полугодии 2021 года чистая прибыль компании Wuliangye Yibin выросла на 21,6 % в годовом исчислении, составив 13,2 млрд юаней (около 2 млрд долл. США), а выручка достигла 36,8 млрд юаней (+ 19,45 % в годовом исчислении).

## Продукция
Главным продуктом компании Wuliangye Yibin является водка улянъэ (五粮液 — «жидкость пяти зёрен»), которую изготавливают из пяти сортов зерновых — просо, кукурузы, клейкого риса, длиннозернистого риса и пшеницы. Рецепт этой водки известен со времён династии Мин (тогда её называли в народе «варёное вино»), однако название «улянъэ» появилось лишь в 1905 году. В 1959 году рецепт улянъэ был национализирован и стандартизирован. Из-за своей популярности бренд Wuliangye известен среди клиентов как «волшебный ликёр Китая». Пик продаж улянъэ приходится на День холостяков.
Кроме ароматических байцзю под брендами Wuliangye и Tiandichun, компания Wuliangye Yibin выпускает алкогольные напитки под брендами Wuliangchun, Wuliangshen, Changsanjiao, Jinliufu, Laozuofang, Liuyanghe, Lianghuchun и Xiandairen.